# حارة حجر عصيد (صنعاء)
حارة حجر عصيد هي إحدى حارات حي دار الحيد بمديرية ضواحي الأمانة سنحان وبني بهلول إحد مديريات العاصمة اليمنية صنعاء، بلغ تعداد سكانها 294 نسمة حسب تعداد اليمن لعام 2004.